# غیزانیه بزرگ
غیزانیه بزرگ، روستایی از توابع بخش غیزانیه شهرستان اهواز در استان خوزستان ایران است.

## جمعیت
این بخش در مسیر جاده قدیم ماهشهر ۴۵ کیلومتری اهواز بخش غیزانیه قرار دارد و بر اساس سرشماری مرکز آمار ایران در سال ۱۳۸۵، جمعیت آن ۲٬۱۲۱ نفر (۳۵۰خانوار) بوده‌است؛ که امروزی چندین برابر شده‌است.
این روستا در سال ۱۳۹۵ به بخش تبدیل شد و بیش ۸۰ روستا در اطراف آن می‌باشند که در غیزانیه و اطراف آن بیش از (۳۰۰) حلقه چاه نفت وجود دارد ولی آب شرب خوبی ندارد.